# Airplane Pt. 2
"Airplane Pt. 2" é uma canção gravada pelo grupo sul-coreano BTS que foi lançada como uma B-track no álbum Love Yourself: Tear. Foi anunciado que em 7 de novembro de 2018 a versão japonesa da música seria lançada pela Big Hit Entertainment e Def Jam Japan como seu nono single japonês.

## Lançamento
Foi confirmado pela Big Hit Entertainment depois que a tracklist do álbum Love Yourself: Tear foi lançada que "Airplane Pt. 2" era uma continuação da música "Airplane" que estava na mixtape do J-Hope, "Hope World". Em uma review do álbum o membro RM disse que quando o CEO Bang Si-hyuk ouviu pela primeira vez a música do J-Hope ele disse que soou como uma música do BTS, inspirando eles a escrever uma parte dois.

## Promoções
BTS promoveu a versão coreana da música em vários programas de música na Coreia do Sul, incluindo Music Bank, Show! Music Core, Inkigayo, e M Countdown. A versão coreana da música também foi performada ao vivo no programa americano The Ellen DeGeneres Show em 25 de maio, embora tenha sido postada apenas online.
Em 1º de dezembro de 2018, o BTS performou a música no Melon Music Awards em Seul e no mesmo mês o grupo tocou-a no Mnet Asian Music Awards em Hong Kong.

## Recepção
No geral, a recepção da música foi positiva. Per Pearl Shin do website thirdcoastreview disse: "Airplane Pt. 2" tem um refrão viciante que é perfeito para os meses de verão. O popular resenhista de álbuns IZM disse que a música estava na moda e era cheia de ritmo latino, enquanto a Rolling Stone disse: "Airplane Pt. 2" rejuvenesceu o estilo ostensivo da música "P.I.M.P." do rapper 50 Cent.
Crystal Bell da MTV disse: "A música em si é cativante e atual, um analógico sonho para a vida de um pop-star. Mas assistir o BTS apresentar a música ao vivo é assistir a sete ídolos em total domínio de sua arte, onde todo movimento sútil faz parte de uma história maior."
No entanto, Alexis Petridis foi um pouco ambíguo sobre sua resenha afirmando que soava como uma música pop britânica regular, com tudo de bom e de ruim que isso vinculava.

## Composição
Airplane pt 2 está na chave de C menor. São 140 batidas por minuto e 3:30 minutos de duração. É uma canção inspirada no pop latino com letras que falam sobre o quão longe eles chegaram, desde desejar ser bem sucedidos até poder viajar pelo mundo cantando suas músicas.
Ali Tamposi, que co-escreveu a música "Havana" da cantora Camila Cabello, declarou que queria que "Airplane pt. 2" tivesse uma sensação parecida com "Havana".

## Créditos

### Versão coreana
Os créditos originais são adaptados das notas de encarte do álbum Love Yourself: Tear.
- Pdogg- produtor, teclado, sintetizador, arranjo do vocal e do rap, edição digital, engenheiro de gravação
- RM - produtor
- Ali Tamposi - produtor
- Liza Owen - produtor
- Roman Campolo - produtor
- "hitman" bang - produtor, teclado
- Suga - produtor
- J-Hope - produtor
- Jungkook - refrão
- ADORA - refrão, engenheiro de gravação
- Lee Taewook - violão
- Lee Jooyeong - baixo
- Slow Rabbit - arranjo do vocal, engenheiro de gravação
- Supreme Boi - arranjo do rap, engenheiro de gravação
- Hiss noise - edição digital
- Jaycen Joshua - engenheiro de mixagem
- North Hollywood CA - engenheiro de mixagem

## Charts

### Versão coreana
| Chart (2018)                       | Posição |
| ---------------------------------- | ------- |
| França (SNEP)                      | 111     |
| Hungria (Single Top 40)            | 18      |
| Japan Hot 100 (Billboard)          | 25      |
| Malásia (RIM)                      | 7       |
| Coreia do Sul (Billboard Hot 100)  | 8       |
| Coreia do Sul (Gaon)               | 37      |
| UK Independent Singles             | 40      |
| US World Digital Songs (Billboard) | 4       |

### Versão japonesa
| Chart (2018)          | Posição |
| --------------------- | ------- |
| Japão (Japan Hot 100) | 25      |

## Vendas
Após o lançamento, a versão coreana da música vendeu mais de 10.000 cópias nos Estados Unidos.